# Zharnel Hughes
Zharnel Hughes (The Valley, 13 luglio 1995) è un velocista britannico con cittadinanza anguillana, vincitore di cinque medaglie europee e tre mondiali.
È l'attuale primatista britannico dei 100 metri piani (9"83) e dei 200 metri piani (19"73), nonché il primatista europeo della staffetta 4×100 metri (insieme ad Adam Gemili, Richard Kilty e Nethaneel Mitchell-Blake) con il tempo di 37"36, che è valso la medaglia d'argento ai Mondiali di Doha 2019. A livello individuale è stato campione europeo dei 100 metri piani a Berlino 2018 e dei 200 metri piani a Monaco di Baviera 2022.

## Biografia
Ai campionati europei di Berlino 2018 ha vinto due medaglie d'oro: la prima nei 100 m piani, fissando il nuovo record dei campionati a 9"95; la seconda nella staffetta 4×100 m, con i compagni Chijindu Ujah, Adam Gemili, Harry Aikines-Aryeetey e Nethaneel Mitchell-Blake.

## Progressione

### 100 metri piani
| Stagione | Tempo | Luogo        | Data      | Rank. Mond. |
| -------- | ----- | ------------ | --------- | ----------- |
| 2023     | 9"83  | New York     | 24-6-2023 |             |
| 2022     | 9"97  | Eugene       | 15-7-2022 |             |
| 2021     | 9"98  | Tokyo        | 1-8-2021  |             |
| 2019     | 9"95  | Londra       | 20-7-2019 |             |
| 2018     | 9"91  | Kingston     | 9-6-2018  |             |
| 2017     | 10"12 | Kingston     | 11-3-2017 |             |
| 2016     | 10"10 | Kingston     | 16-4-2016 |             |
| 2015     | 10"15 | Kingston     | 30-5-2015 |             |
| 2014     | 10"12 | Kingston     | 28-3-2014 |             |
| 2013     | 10"23 | Morelia      | 5-7-2013  |             |
| 2012     | 10"42 | San Salvador | 29-6-2012 |             |
| 2011     | 10"81 | Douglas      | 6-9-2011  |             |
| 2010     | 11"14 | George Town  | 3-4-2010  |             |

### 200 metri piani
| Stagione | Tempo | Luogo             | Data      | Rank. Mond. |
| -------- | ----- | ----------------- | --------- | ----------- |
| 2023     | 19"73 | Londra            | 23-7-2023 |             |
| 2022     | 20"07 | Monaco di Baviera | 19-8-2022 |             |
| 2021     | 20"14 | Kingston          | 17-4-2021 |             |
| 2019     | 20"24 | Doha              | 29-9-2019 |             |
| 2018     | 20"23 | Brisbane          | 28-3-2018 |             |
| 2017     | 20"22 | Kingston          | 10-6-2017 |             |
| 2016     | 20"62 | Saint-Martin      | 7-5-2016  |             |
| 2015     | 20"02 | Pechino           | 27-8-2015 |             |
| 2014     | 20"32 | Kingston          | 27-3-2014 |             |
| 2013     | 20"79 | Kingston          | 25-5-2013 |             |
| 2012     | 20"90 | Barcellona        | 12-7-2012 |             |

## Palmarès
| Anno                                  | Manifestazione          | Sede       | Evento      | Risultato  | Prestazione | Note                                     |
| ------------------------------------- | ----------------------- | ---------- | ----------- | ---------- | ----------- | ---------------------------------------- |
| In rappresentanza di Anguilla         |                         |            |             |            |             |                                          |
| 2012                                  | Mondiali U20            | Barcellona | 100 m piani | Semifinale | 10"55       |                                          |
| 2012                                  | Mondiali U20            | Barcellona | 200 m piani | Semifinale | dns         |                                          |
| 2013                                  | Campionati CAC          | Morelia    | 100 m piani | 7º         | 10"25       |                                          |
| 2013                                  | Panamericani U20        | Medellín   | 100 m piani | Oro        | 10"31       |                                          |
| 2014                                  | Mondiali U20            | Eugene     | 200 m piani | 5º         | 20"73       |                                          |
| In rappresentanza della Gran Bretagna |                         |            |             |            |             |                                          |
| 2015                                  | Mondiali                | Pechino    | 200 m piani | 5º         | 20"02       | Miglior prestazione personale            |
| 2016                                  | Europei                 | Amsterdam  | 200 m piani | Batteria   | 21"21       |                                          |
| 2017                                  | World Relays            | Nassau     | 4×100 m     | Finale     | dnf         |                                          |
| 2017                                  | Mondiali                | Londra     | 200 m piani | Semifinale | 20"85       |                                          |
| 2018                                  | Europei                 | Berlino    | 100 m piani | Oro        | 9"95        | Record dei campionati                    |
| 2018                                  | Europei                 | Berlino    | 4×100 m     | Oro        | 37"80       |                                          |
| 2019                                  | Mondiali                | Doha       | 100 m piani | 6º         | 10"03       |                                          |
| 2019                                  | Mondiali                | Doha       | 200 m piani | Semifinale | 20"30       |                                          |
| 2019                                  | Mondiali                | Doha       | 4×100 m     | Argento    | 37"36       | Record europeo                           |
| 2021                                  | Giochi olimpici         | Tokyo      | 100 m piani | Finale     | dq          |                                          |
| 2021                                  | Giochi olimpici         | Tokyo      | 4×100 m     | dq         | 37"51       | [ 3 ] [ 4 ]                              |
| 2022                                  | Mondiali                | Eugene     | 100 m piani | Semifinale | 10"13       |                                          |
| 2022                                  | Mondiali                | Eugene     | 4×100 m     | Bronzo     | 37"83       | Miglior prestazione personale stagionale |
| 2022                                  | Europei                 | Monaco     | 100 m piani | Argento    | 9"99        |                                          |
| 2022                                  | Europei                 | Monaco     | 200 m piani | Oro        | 20"07       | Miglior prestazione personale stagionale |
| 2022                                  | Europei                 | Monaco     | 4×100 m     | Oro        | 37"67       | Record dei campionati                    |
| 2023                                  | Mondiali                | Budapest   | 100 m piani | Bronzo     | 9"88        |                                          |
| 2023                                  | Mondiali                | Budapest   | 200 m piani | 4º         | 20"02       |                                          |
| 2023                                  | Mondiali                | Budapest   | 4x100 m     | 4º         | 37"80       |                                          |
| 2024                                  | World Relays            | Nassau     | 4×100 m     | 5º         | 38"45       |                                          |
| 2024                                  | Giochi olimpici         | Parigi     | 100 m piani | Semifinale | 10"01       |                                          |
| 2024                                  | Giochi olimpici         | Parigi     | 200 m piani | Batteria   | dns         |                                          |
| 2024                                  | Giochi olimpici         | Parigi     | 4×100 m     | Bronzo     | 37"61       |                                          |
| In rappresentanza dell' Inghilterra   |                         |            |             |            |             |                                          |
| 2018                                  | Giochi del Commonwealth | Gold Coast | 200 m piani | Finale     | dq          |                                          |
| 2018                                  | Giochi del Commonwealth | Gold Coast | 4×100 m     | Oro        | 38"13       |                                          |
| 2022                                  | Giochi del Commonwealth | Birmingham | 200 m piani | Argento    | 20"12       |                                          |
| 2022                                  | Giochi del Commonwealth | Birmingham | 4×100 m     | Oro        | 38"35       |                                          |